# Арда Туран
Арда Туран (на турски: Arda Turan) е бивш турски футболист и настоящ треньор.

## Кариера

### Кариера в Турция
Състезава се за „Галатасарай“ от 2004 година. През 2005 е даден под наем в „Манисапор“. През сезон 2006/07 започва да бъде налаган в стартовия състав от Ерик Геретс. Сезон 2007/08 не започва за него по най-добрия начин. През втория полусезон отбелязва 7 гола. Участва на Евро 2008, като там впечатлява с изявите си. Нюкасъл Юнайтед предлагат 9 млн. евро за талантливия халф, но от „Галатасарай“ отказват офертата. В началото на 2009/10 Арда взема номер 10-номер, с който са играли Георге Хаджи, Метин Октай и Касио Линкълн. След като капитанът Юмит Каран е продаден на Ескишехирспор, Туран е избран за капитан на отбора.

### Кариера в „Атлетико“ Мадрид
През август 2011 Арда Туран подписва с „Атлетико“ Мадрид за 12 млн. Дебютира на 28 август срещу „Осасуна“. В състава на „Атлетико“ печели Лига Европа и Купата на краля.